# Æthelred de Cantorbéry
Pour les articles homonymes, voir Æthelred.
Æthelred est un prélat anglo-saxon mort le 30 juin 888. Il est le dix-huitième archevêque de Cantorbéry, de 870 à sa mort. Durant ces dix-huit ans, la qualité de l'enseignement à Cantorbéry décroît substantiellement en raison des attaques vikings que subit l'Angleterre. Æthelred semble être entré en conflit avec le roi Alfred le Grand, mais les sources ne permettent pas d'en dire davantage à ce sujet.

## Biographie
Certaines sources, dont le manuscrit F de la Chronique anglo-saxonne, affirment qu'Æthelred est transféré de l'évêché du Wiltshire au siège de Cantorbéry en 870, mais il s'agit d'une duplication de la vie d'Ælfric d'Abingdon, archevêque de 995 à 1005. Æthelred est bel et bien sacré archevêque en 870, mais il n'est pas transféré depuis le siège du Wiltshire. Les raisons de son élection sont inconnues, car il n'en subsiste aucun témoignage contemporain.
Son épiscopat est marqué par les attaques des Vikings sur les monastères d'Angleterre. À une date inconnue, un ealdorman nommé Alfred rachète au prix fort le Codex Aureus, un évangéliaire du VIIIe siècle, à une armée viking pour l'offrir à Cantorbéry. Dans l'ensemble, la situation politique entraîne un appauvrissement de Cantorbéry sur le plan culturel. Les compétences littéraires des scribes de la cathédrale ne sont plus ce qu'elles étaient au début du siècle, comme le prouvent les documents produits à cette époque. Jonchés de fautes d'orthographe et autres erreurs, ils témoignant d'une maîtrise médiocre ou inexistante de la langue latine par les moines qui en sont les auteurs.
Le pape Jean VIII presse Æthelred et son homologue d'York Wulfhere de réformer l'habit du clergé anglais, en lui faisant abandonner la tunique courte, également portée par les laïcs, au profit des robes longues en usage à Rome et dans le reste de l'Europe continentale. Aucun changement d'habit n'est attesté en Angleterre durant cette période, sans que l'on sache si les archevêques ont tenté de prendre des mesures à ce sujet ou non. Æthelred écrit au pape vers 877 pour se plaindre de l'attitude du roi du Wessex Alfred le Grand à l'égard de Cantorbéry. La situation exacte n'est pas claire, mais dans sa réponse, Jean VIII assure l'archevêque de son soutien et lui indique avoir écrit au roi pour lui demander de respecter ses droits.
Æthelred meurt le 30 juin 888.